# Otívar
Otívar est une commune de la province de Grenade, dans la communauté autonome d'Andalousie en Espagne.

## Géographie
La commune d'Otívar est limitrophe de celles de Lentegí, Jete, Almuñécar, Nerja, Cómpeta, Albuñuelas, Jayena, Alhama de Granada

### Climat
La température moyenne annuelle est de 14,80 °C et, dans les mois les plus chauds, la température moyenne est de 28,80 °C.
Dans les mois les plus froids, la température moyenne est de 4,50 °C.

## Démographie
| 1991  | 1996  | 2001  | 2004  | 2007  | 2008  | 2010  | 2011  |
| ----- | ----- | ----- | ----- | ----- | ----- | ----- | ----- |
| 1 161 | 1 108 | 1 082 | 1 056 | 1 136 | 1 145 | 1 136 | 1 193 |

## Administration

### Jumelage
- Calonge (Espagne)

## Sources
- (es) Cet article est partiellement ou en totalité issu de l’article de Wikipédia en espagnol intitulé « Otívar » (voir la liste des auteurs).